# X-Road
X-Road es un software de código abierto que permite a instituciones y organizaciones intercambiar información a través de Internet. X-Road constituye una capa de integración distribuida entre sistemas de información, que proporciona un modo estandarizado y seguro de desplegar y utilizar servicios. Este sistema garantiza la confidencialidad, la integridad y la interoperabilidad entre las partes que intercambian los datos.
X-Road está implantado a nivel estatal en la administración pública de Estonia (X-tee) y en el servicio finés Suomi.fi (Suomi.fi-palveluväylä). X-Road brinda soporte integrado para conectar dos ecosistemas X-Road entre sí, ofreciendo de forma nativa una capa de intercambio de datos entre Estonia y Finlandia. Las capas de intercambio de datos de Finlandia y Estonia se conectaron oficialmente el 7 de febrero de 2018.
El Instituto nórdico para Soluciones de Interoperabilidad (NIIS), una asociación fundada conjuntamente por Finlandia y Estonia, es responsable del desarrollo del núcleo de X-Road. El NIIS lleva a cabo las siguientes funciones con respecto a X-Road:
- Administración, desarrollo, verificación y auditoría del código fuente
- Gestión de la documentación
- Gestión de requisitos empresariales y técnicos
- Control del desarrollo
- Definición de las políticas de licencias y distribución
- Soporte técnico alternativo para usuarios miembros
- Cooperación internacional.

X-Road fue  desarrollado originalmente por el Departamento Estatal de Sistemas de Información de Estonia (integrado en el Ministerio de Economía y Comunicaciones) y su primera versión fue lanzada en 2001.
El software está publicado bajo licencia MIT y se encuentra disponible gratuitamente para particulares y organizaciones.